# Folkušová
Folkušová (Hongaars: Folkusfalva) is een Slowaakse gemeente in de regio Žilina, en maakt deel uit van het district Martin.
Folkušová telt 132 inwoners.